# Kabinet-Balkenende IV
Het kabinet-Balkenende IV was het Nederlandse kabinet van 22 februari 2007 tot 14 oktober 2010. Het werd gevormd door de politieke partijen Christen-Democratisch Appèl (CDA), Partij van de Arbeid (PvdA) en de ChristenUnie (CU) na de Tweede Kamerverkiezingen van 2006. Het kabinet-Balkenende IV was een meerderheidskabinet dat zowel in de Eerste Kamer en Tweede Kamer kon rekenen op een geringe meerderheid. Het kabinet-Balkenende IV was het eerste kabinet waarin de ChristenUnie regeringsdeelname had.

## Totstandkoming

### Formatie
- Tweede Kamerverkiezingen 2006: 22 november 2006
- Beëdiging kabinet: 22 februari 2007
- Duur formatie: 91 dagen
- Informateur
  - Rein Jan Hoekstra (CDA), (25 november 2006 – 19 december 2006) 25 dagen
  - Herman Wijffels (CDA), (20 december 2006 – 8 februari 2007) 51 dagen
- Formateur
  - Jan Peter Balkenende (CDA), (9 februari 2007 – 21 februari 2007) 13 dagen

Na de Tweede Kamerverkiezingen op 22 november 2006 ging de kabinetsformatie van start met een verkenning onder leiding van informateur Rein Jan Hoekstra, die uitwees dat een kabinet CDA-PvdA-SP niet mogelijk was. Op 3 januari 2007 begonnen, onder leiding van informateur Herman Wijffels, onderhandelingen over een coalitie CDA-PvdA-ChristenUnie die resulteerden in een regeerakkoord, waar de fracties van de drie partijen op 6 februari 2007 mee instemden. Op 9 februari benoemde koningin Beatrix Jan Peter Balkenende tot formateur, waarmee de personele invulling van dit kabinet officieel begon. Op donderdagmiddag 22 februari beëdigde de koningin het nieuwe kabinet, na het constituerend beraad op donderdagochtend.

### Motto
Het regeerakkoord droeg het motto: 'Samen werken, samen leven.' In het regeerakkoord zei de coalitie dat het ging om samenwerking voor "groei, duurzaamheid, respect en solidariteit".
Op 7 februari presenteerden de onderhandelaars Balkenende, Bos en Rouvoet het akkoord aan het publiek. Ze zeiden een "samenleving waarin de overheid grenzen stelt" te willen, en te zullen werken aan "een beter Nederland" waarin de overheid "mensen als bondgenoot tegemoet treedt". De coalitie wilde "investeren in mensen" en bouwen aan "vertrouwen in elkaar en in de toekomst".
Het regeerakkoord was volgens het CDA de noodzakelijke tweede fase na de jaren van hervormingen. Overleg met het maatschappelijk middenveld zou de kern van de nieuwe houding zijn. Zoals Balkenende zei in de regeringsverklaring: "Er is een solide financiële basis. De sociale zekerheid is over een reeks van jaren hervormd (...). Het is nu tijd om samen te werken aan en te investeren in de toekomst. Om bestaande verbanden te verstevigen en nieuwe verbanden te ontdekken en te ontwikkelen."

### Programma-ministers
Tijdens de informatie- en formatieperiode van het kabinet-Balkenende IV was er sprake van het aantal ministers terug te brengen of een kernkabinet te vormen. Een beperkt aantal ministers zouden sector-overstijgend moeten werken (beleidssectorbundeling), daarbij ondersteund door een groter aantal staatssecretarissen. Dit voorstel heeft het niet gehaald; wel zijn er twee programma-ministers benoemd. Dit zijn ministers zonder ministerie. Net als ministers zonder portefeuille ressorteren zij onder een ander ministerie; zij hebben echter wel een eigen portefeuille.
Het gaat om de minister voor Wonen, Wijken en Integratie en de minister voor Jeugd en Gezin. Naast deze twee programmaministers zit in het kabinet-Balkenende IV een derde minister zonder ministerie, namelijk de minister voor Ontwikkelingssamenwerking. Dit is een meer gebruikelijke minister zonder portefeuille. In tegenstelling tot een programmaminister zou een projectminister - die vooralsnog niet benoemd is - alleen voor een bepaald beleidsproject (of soms tijdelijk) kunnen worden aangesteld, zoals in het verleden gebeurde voor de voorbereidingen van het jaar 2000 met betrekking tot het niet te voorspellen Millenniumprobleem.

### Coalitieakkoord
Op 22 februari 2007 presenteerde het kabinet zijn coalitieakkoord, de leidraad voor de bewindslieden in het kabinet, gesloten door de drie politieke partijen die met elkaar de regering vormden. Het kabinet werkte de hoofdlijnen uit het akkoord de volgende periode verder uit tot een concreet beleidsprogramma. Dit gebeurde onder meer via gesprekken in het land en op internet. Het beleidsprogramma werd vlak voor de zomer gepresenteerd.
De Partij voor de Vrijheid (PVV) maakte nog voor het aantreden van de nieuwe bewindspersonen bezwaar tegen de dubbele nationaliteit van staatssecretaris van Justitie Nebahat Albayrak en staatssecretaris van Sociale Zaken en Werkgelegenheid Ahmed Aboutaleb (de Nederlandse en Turkse, respectievelijk Marokkaanse). De PVV vond dat zij hun niet-Nederlandse identiteit moesten opgeven omdat ze een voorbeeldfunctie hebben en de PVV loyaliteitsproblemen voorzag. Op 1 maart 2007 werd tijdens het debat over de regeringsverklaring door de PVV een motie van wantrouwen ingediend tegen hen. Deze motie werd niet door andere partijen gesteund.
Het kabinet besteedde de eerste honderd dagen van de regeerperiode grotendeels aan het rondreizen door het land, om in contact te treden met maatschappelijke organisaties. Deze campagne heette "Samenwerken aan Nederland". Het leidde tot ergernis van de parlementaire oppositie, die (in de woorden van D66–Tweede Kamer fractievoorzitter Alexander Pechtold) 'buitenspel' meende te staan. Nieuw beleid werd pas gepresenteerd op Prinsjesdag (18 september 2007) en werd effectief in 2008 tot die tijd was Balkenende IV op het gebied van wetgeving en beleid vooral een de facto voortzetting van Balkenende III.
Het idee voor een ontmoetingscampagne zoals de honderd-dagenperiode werd al in 2002 geopperd door toenmalig partijleider van de PvdA Ad Melkert, maar niet uitgevoerd omdat de PvdA in de oppositie belandde.
Noemenswaardige gebeurtenissen die buiten het kabinet om plaatsvonden, waren de kredietcrisis vanaf 2007 en de uitkomst van de islamkritische film Fitna van Geert Wilders in maart 2008.

### Belangrijkste veranderingen
In de periode van het kabinet-Balkenende IV werden verscheidene maatregelen doorgevoerd en plannen opgesteld.
- Op 22 maart 2007 werd een lijst van 40 probleemwijken bekendgemaakt, naar toenmalig minister Ella Vogelaar ook wel 'vogelaarwijken' genoemd. In deze probleemwijken werd in de regeringsperiode extra geïnvesteerd.
- Op 15 juni 2007 trad een generaal pardon in werking, waardoor alle asielzoekers die langer dan zes jaar in Nederland verbleven, in principe mochten blijven.
- In december 2007 werd de Task Force Uruzgan, die in februari 2006 tot stand was gekomen onder het kabinet-Balkenende II en tot en met 2008 zou gaan duren, met twee jaar verlengd. De missie moest eind 2010 volledig beëindigd zijn.
- In 2008 werden de Centra voor Jeugd en Gezin (CJG's) gerealiseerd. Deze centra, onderdeel van het beleid van minister voor Jeugd en Gezin André Rouvoet, zijn een inlooppunt voor ouders, kinderen, jongeren en professionals terecht met allerlei vragen over opvoeden en opgroeien.
- Toen minister Donner van Sociale Zaken en Werkgelegenheid eind 2008 het ontslagrecht wilde versoepelen, leidde dat tot onenigheid binnen het kabinet. Uiteindelijk verdween het plan van de baan.
- Op 1 juli 2008 werd door minister Ab Klink van VWS het Nederlandse rookverbod uitgebreid naar de horeca.
- Eveneens op 1 juli 2008 wordt er een vliegtaks ingevoerd om het milieu minder zwaar te belasten. Exact een jaar later, op 1 juli 2009, wordt de belasting weer afgeschaft.
- Om de kredietcrisis te bestrijden werd in december 2008 door minister Donner werktijdverkorting ingevoerd voor bedrijven die in de problemen waren geraakt. Vanaf 1 april 2009 werd deze maatregel vervangen door de deeltijd-ww.
- Op 25 maart 2009 werd door het kabinet, tezamen met de sociale partners, een crisisakkoord gesloten om de financiële crisis te bestrijden. Onderdeel van het akkoord was de mogelijkheid tot verhoging van de AOW-leeftijd.
- In april 2009 sloeg het kabinet het advies de Hertogin Hedwigepolder te ontpolderen als natuurcompensatie voor de uitdieping van de Westerschelde in de wind. In plaats daarvan wilde de regering buitendijkse natuur ontwikkelen. Er volgden enkele maanden van discussie, alvorens in oktober 2009 alsnog wordt besloten tot ontpoldering.
- In april 2009 was er onenigheid over de Nederlandse deelname aan het Joint Strike Fighter-programma. De PvdA wilde niet overgaan tot de aankoop van twee testtoestellen, in tegenstelling tot CDA en ChristenUnie. Uiteindelijk werd als compromis besloten het besluit deelname aan de testfase door te schuiven naar 2010 en pas in 2012, bij een volgend kabinet, te besluiten over een definitieve deelname aan het JSF-programma.
- ChristenUnie en in mindere mate CDA uitten in 2009 kritiek op de vrijstellingen voor de wekelijkse koopzondagen, waarbij volgens deze partijen misbruik werd gemaakt van de definitie 'toeristisch gebied' - door die definitie konden alle zondagen in een gemeente koopzondagen worden, ook in bijvoorbeeld Almere. De twee partijen wilde het aantal koopzondagen terugdringen, maar een wet was voor de val van het kabinet nog niet ingevoerd.
- In juli 2009 werd de crisis- en herstelwet vastgesteld, die de procedures rond grote bouw- en infrastructuurprojecten moest versnellen en zo de crisis moest bestrijden. De gang door de Eerste Kamer verliep echter traag, en tijdens de val van het kabinet was de wet nog niet ingevoerd.
- Vanwege het oplopende begrotingstekort stelde de regering in augustus 2009 de ambitie 35 miljard euro te bezuinigen in 2015. Om de bezuinigingsmogelijkheden te onderzoeken werden twintig werkgroepen ingesteld.
- In oktober 2009 werd de coalitie het eens over een verhoging van de AOW-leeftijd van 65 naar 67 jaar, ingaande vanaf 2020.
- Een in februari 2009 ingediend wetsvoorstel door CDA, ChristenUnie en VVD voor een kraakverbod werd op 15 oktober 2009 door de Tweede Kamer aangenomen.
- Op 12 januari 2010 presenteerde de Commissie-Davids een parlementair onderzoek naar de besluitvorming inzake de Irakoorlog, waarin kritiek wordt geuit op premier Balkenende. Balkenende wees eerst de kritiek af, maar erkende na druk van de PvdA alsnog de kritiek uit het rapport. Een motie van wantrouwen tegen de premier in februari, ingediend door vijf partijen, werd verworpen.

### Personele wijzigingen
Op 18 december 2007 trad staatssecretaris van Defensie Cees van der Knaap (CDA) af nadat hij was benoemd tot burgemeester van Ede. Hij werd diezelfde dag opgevolgd door voormalig CDA–campagneleider en voormalig Leiderdorps gemeenteraadslid Jack de Vries.
Op 14 november 2008 stapte minister voor Wonen, Wijken en Integratie Ella Vogelaar (PvdA) op nadat zij het vertrouwen van haar partij had verloren. Volgens partijleider van de PvdA Wouter Bos was er een situatie ontstaan waarin het voor haar niet langer mogelijk was "gezagsvol en effectief" op te treden. In een persconferentie gaf minister Ella Vogelaar te kennen zichzelf niet te herkennen in de kritiek dat haar beleid en optreden niet overtuigend waren. Zij was van mening dat ze juist op de goede weg was en had graag nog door willen gaan als minister. Ze wordt die dag opgevolgd door voormalig Amsterdams gemeenteraadslid Eberhard van der Laan (PvdA), die tot dan werkzaam is als advocaat bij het advocatenkantoor "Kennedy Van der Laan".
Op 18 december 2008 trad staatssecretaris van Sociale Zaken en Werkgelegenheid Ahmed Aboutaleb (PvdA) af nadat hij was benoemd tot burgemeester van Rotterdam. Hij wordt die dag opgevolgd door de Haagse wethouder Jetta Klijnsma (PvdA).
Na de val van het kabinet treden op 23 februari 2010 alle PvdA-bewindslieden af.
Op 14 mei 2010 stapt staatssecretaris van Defensie Jack de Vries (CDA) op, nadat hij in opspraak was gekomen door een buitenechtelijke affaire met zijn persoonlijk adjudant.

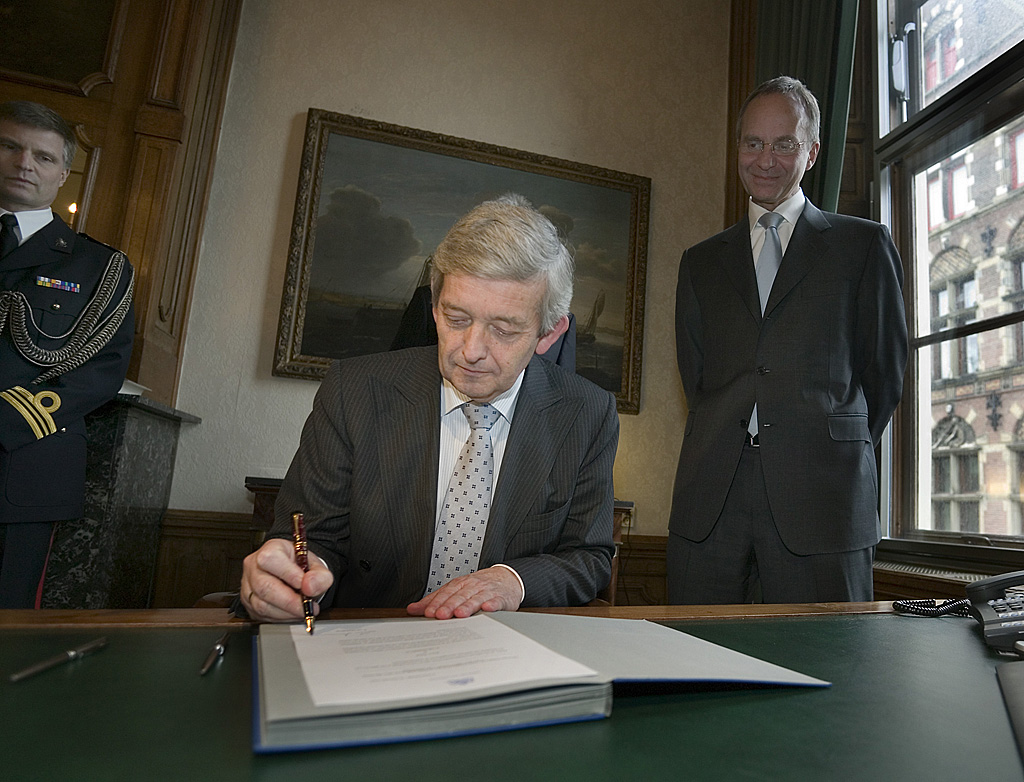
Inkomend minister van Defensie Eimert van Middelkoop en uitgaand minister van Defensie Henk Kamp tijdens het tekenen van de overdracht op 22 februari 2007

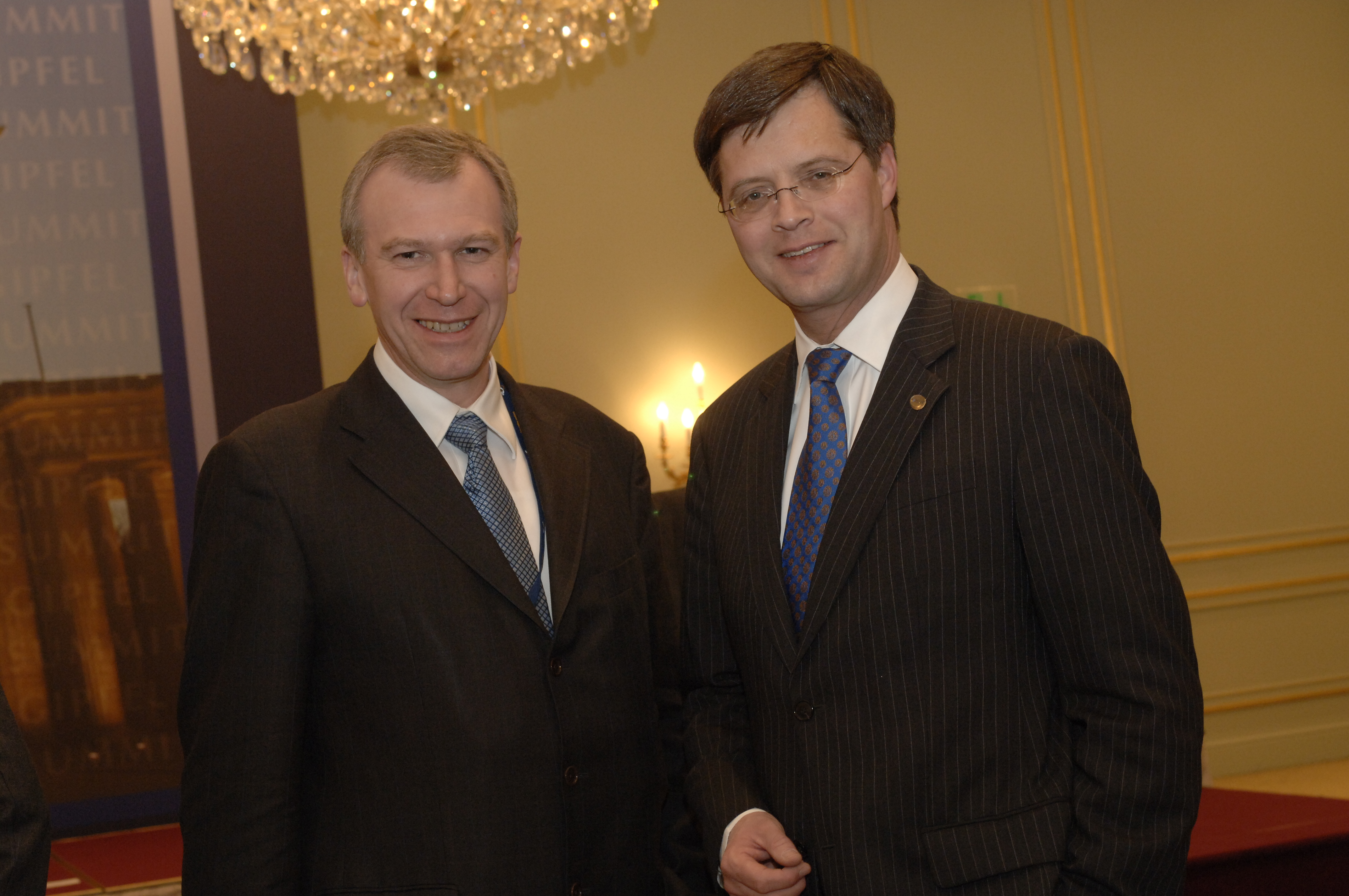
Minister-president van Vlaanderen Yves Leterme en minister-president Jan Peter Balkenende op 24 maart 2007

## Ambtsbekleders
| Ambtsbekleders                               | Ambtsbekleders                | Ambtsbekleders                               | Minister / Ministerie                                  | Minister / Ministerie | Termijn                             | Partij |
| -------------------------------------------- | ----------------------------- | -------------------------------------------- | ------------------------------------------------------ | --- | ----------------------------------- | ------ |
|                                              | J.P. (Jan Peter) Balkenende   | mr.dr. J.P. (Jan Peter) Balkenende (1956)    | Minister-president / Minister                          | Algemene Zaken | 22 juli 2002 – 14 oktober 2010      | CDA    |
|                                              | W.J. (Wouter) Bos             | drs. W.J. (Wouter) Bos (1963)                | Vicepremier / Minister                                 | Financiën | 22 februari 2007 – 23 februari 2010 | PvdA   |
|                                              | J.C. (Jan Kees) de Jager      | mr.drs. J.C. (Jan Kees) de Jager (1969)      | Minister                                               | Financiën | 23 februari 2010 – 14 oktober 2010  | CDA    |
|                                              | G. (Guusje) ter Horst         | dr. G. (Guusje) ter Horst (1952)             | Minister                                               | Binnenlandse Zaken en Koninkrijksrelaties | 22 februari 2007 – 23 februari 2010 | PvdA   |
|                                              | E.M.H. (Ernst) Hirsch Ballin  | mr.dr. E.M.H. (Ernst) Hirsch Ballin (1950)   | Minister                                               | Binnenlandse Zaken en Koninkrijksrelaties | 23 februari 2010 – 14 oktober 2010  | CDA    |
|                                              | M.J.M. (Maxime) Verhagen      | drs. M.J.M. (Maxime) Verhagen (1956)         | Minister                                               | Buitenlandse Zaken | 22 februari 2007 – 14 oktober 2010  | CDA    |
|                                              | E.M.H. (Ernst) Hirsch Ballin  | mr.dr. E.M.H. (Ernst) Hirsch Ballin (1950)   | Minister                                               | Justitie | 22 september 2006 – 14 oktober 2010 | CDA    |
|                                              | M.J.A. (Maria) van der Hoeven | M.J.A. (Maria) van der Hoeven (1949)         | Minister                                               | Economische Zaken | 22 februari 2007 – 14 oktober 2010  | CDA    |
|                                              | E. (Eimert) van Middelkoop    | E. (Eimert) van Middelkoop (1949)            | Minister                                               | Defensie | 22 februari 2007 – 14 oktober 2010  | CU     |
|                                              | A. (Ab) Klink                 | dr. A. (Ab) Klink (1958)                     | Minister                                               | Volksgezondheid, Welzijn en Sport | 22 februari 2007 – 14 oktober 2010  | CDA    |
|                                              | J.P.H. (Piet Hein) Donner     | mr. J.P.H. (Piet Hein) Donner (1948)         | Minister                                               | Sociale Zaken en Werkgelegenheid | 22 februari 2007 – 14 oktober 2010  | CDA    |
|                                              | R.H.A. (Ronald) Plasterk      | dr. R.H.A. (Ronald) Plasterk (1957)          | Minister                                               | Onderwijs, Cultuur en Wetenschap | 22 februari 2007 – 23 februari 2010 | PvdA   |
|                                              | A. (André) Rouvoet            | mr. A. (André) Rouvoet (1962)                | Vicepremier / Minister                                 | Onderwijs, Cultuur en Wetenschap | 23 februari 2010 – 14 oktober 2010  | CU     |
|                                              | C.M.P.S. (Camiel) Eurlings    | ir. C.M.P.S. (Camiel) Eurlings (1973)        | Minister                                               | Verkeer en Waterstaat | 22 februari 2007 – 14 oktober 2010  | CDA    |
|                                              | G. (Gerda) Verburg            | G. (Gerda) Verburg (1957)                    | Minister                                               | Landbouw, Natuur en Voedselkwaliteit | 22 februari 2007 – 14 oktober 2010  | CDA    |
|                                              | J.M. (Jacqueline) Cramer      | dr. J.M. (Jacqueline) Cramer (1951)          | Minister                                               | Volkshuisvesting, Ruimtelijke Ordening en Milieubeheer | 22 februari 2007 – 23 februari 2010 | PvdA   |
|                                              | J.C. (Tineke) Huizinga        | J.C. (Tineke) Huizinga (1960)                | Minister                                               | Volkshuisvesting, Ruimtelijke Ordening en Milieubeheer | 23 februari 2010 – 14 oktober 2010  | CU     |
| Ambtsbekleders                               | Ambtsbekleders                | Ambtsbekleders                               | Programma-minister / Portefeuille / Ministerie         | Programma-minister / Portefeuille / Ministerie | Termijn                             | Partij |
|                                              | A. (André) Rouvoet            | mr. A. (André) Rouvoet (1962)                | Vicepremier / Minister                                 | Jeugd en Gezin (Volksgezondheid, Welzijn en Sport) | 22 februari 2007 – 14 oktober 2010  | CU     |
|                                              | C.P. (Ella) Vogelaar          | drs. C.P. (Ella) Vogelaar (1949–2019)        | Minister                                               | • Wonen • Wijken • Integratie (Volkshuisvesting, Ruimtelijke Ordening en Milieubeheer)                                                                            | 22 februari 2007 – 14 november 2008 | PvdA   |
|                                              | E.E. (Eberhard) van der Laan  | mr. E.E. (Eberhard) van der Laan (1955–2017) | Minister                                               | • Wonen • Wijken • Integratie (Volkshuisvesting, Ruimtelijke Ordening en Milieubeheer)                                                                            | 14 november 2008 – 23 februari 2010 | PvdA   |
|                                              | E. (Eimert) van Middelkoop    | E. (Eimert) van Middelkoop (1949)            | Minister                                               | • Wonen • Wijken • Integratie (Volkshuisvesting, Ruimtelijke Ordening en Milieubeheer)                                                                            | 23 februari 2010 – 14 oktober 2010  | CU     |
| Ambtsbekleders                               | Ambtsbekleders                | Ambtsbekleders                               | Minister z. portefeuille / Beleidsterrein / Ministerie | Minister z. portefeuille / Beleidsterrein / Ministerie | Termijn                             | Partij |
|                                              | A.G. (Bert) Koenders          | drs. A.G. (Bert) Koenders (1958)             | Minister                                               | • Ontwikkelingssamenwerking (Buitenlandse Zaken) | 22 februari 2007 – 23 februari 2010 | PvdA   |
|                                              | M.J.M. (Maxime) Verhagen      | drs. M.J.M. (Maxime) Verhagen (1956)         | Minister                                               | • Ontwikkelingssamenwerking (Buitenlandse Zaken) | 23 februari 2010 – 14 oktober 2010  | CDA    |
| Ambtsbekleders                               | Ambtsbekleders                | Ambtsbekleders                               | Staatssecretaris / Portefeuille / Ministerie           | Staatssecretaris / Portefeuille / Ministerie | Termijn                             | Partij |
|                                              | A.Th.B. (Ank) Bijleveld       | drs. A.Th.B. (Ank) Bijleveld (1962)          | Staatssecretaris                                       | • Agglomeratie Zaken • Rijksdienst • Koninkrijksrelaties • Rampenbestrijding • Hulpverlening (Binnenlandse Zaken en Koninkrijksrelaties)                          | 22 februari 2007 – 14 oktober 2010  | CDA    |
|                                              | F.C.G.M. (Frans) Timmermans   | drs. F.C.G.M. (Frans) Timmermans (1961)      | Staatssecretaris                                       | • Europese Zaken (Buitenlandse Zaken) | 22 februari 2007 – 23 februari 2010 | PvdA   |
|                                              | J.C. (Jan Kees) de Jager      | mr.drs. J.C. (Jan Kees) de Jager (1969)      | Staatssecretaris                                       | • Fiscale Zaken • Belastingdienst • Agglomeratie Zaken • Staatsloterij • Muntwezen (Financiën)                                                                    | 22 februari 2007 – 23 februari 2010 | CDA    |
|                                              | N. (Nebahat) Albayrak         | mr. N. (Nebahat) Albayrak (1968)             | Staatssecretaris                                       | • Immigratie • Asielzaken • Vreemdelingenzaken • Rechtsbescherming • Delinquentenzorg (Justitie)                                                                  | 22 februari 2007 – 23 februari 2010 | PvdA   |
|                                              | F. (Frank) Heemskerk          | drs. F. (Frank) Heemskerk (1969)             | Staatssecretaris                                       | • Internationale Handel • Exportbevordering • Midden- en Kleinbedrijf • Consumentenbeleid • Telecommunicatie • Toerisme • PTT (Economische Zaken)                 | 22 februari 2007 – 23 februari 2010 | PvdA   |
|                                              | C. (Cees) van der Knaap       | C. (Cees) van der Knaap (1951)               | Staatssecretaris                                       | • Materieelvoorzieningen • Personeelsbeleid (Defensie) | 22 juli 2002 – 18 december 2007     | CDA    |
|                                              | J.G. (Jack) de Vries          | drs. J.G. (Jack) de Vries (1968)             | Staatssecretaris                                       | • Materieelvoorzieningen • Personeelsbeleid (Defensie) | 18 december 2007 – 18 mei 2010      | CDA    |
|                                              | M. (Jet) Bussemaker           | dr. M. (Jet) Bussemaker (1961)               | Staatssecretaris                                       | • Welzijnsbeleid • Ouderenbeleid • Gehandicaptenbeleid • Verpleging- en Verzorging • Medische Ethiek • Biotechnologie • Sport (Volksgezondheid, Welzijn en Sport) | 22 februari 2007 – 23 februari 2010 | PvdA   |
|                                              | A. (Ahmed) Aboutaleb          | ing. A. (Ahmed) Aboutaleb (1961)             | Staatssecretaris                                       | • Sociale Zekerheid • Arbeidsomstandigheden • Armoedebeleid • Bijstandszaken • Pensioenen (Sociale Zaken en Werkgelegenheid)                                      | 22 februari 2007 – 12 december 2008 | PvdA   |
|                                              | J. (Jetta) Klijnsma           | drs. J. (Jetta) Klijnsma (1957)              | Staatssecretaris                                       | • Sociale Zekerheid • Arbeidsomstandigheden • Armoedebeleid • Bijstandszaken • Pensioenen (Sociale Zaken en Werkgelegenheid)                                      | 18 december 2008 – 23 februari 2010 | PvdA   |
|                                              | J.M. (Marja) van Bijsterveldt | J.M. (Marja) van Bijsterveldt (1961)         | Staatssecretaris                                       | • Algemeen Voortgezet Onderwijs • Voorbereidend Wetenschappelijk Onderwijs • Beroepsgericht Onderwijs • Lerarenbeleid (Onderwijs, Cultuur en Wetenschap)          | 22 februari 2007 – 14 oktober 2010  | CDA    |
|                                              | S.A.M. (Sharon) Dijksma       | S.A.M. (Sharon) Dijksma (1971)               | Staatssecretaris                                       | • Basisonderwijs • Speciaal Onderwijs • Kinderopvang • Achterstandenbeleid (Onderwijs, Cultuur en Wetenschap)                                                     | 22 februari 2007 – 23 februari 2010 | PvdA   |
|                                              | J.C. (Tineke) Huizinga        | J.C. (Tineke) Huizinga (1960)                | Staatssecretaris                                       | • Wegverkeer • OpenbaarVervoer • Spoorwegen • Scheepvaart • Waterbeleid • KNMI (Verkeer en Waterstaat)                                                            | 22 februari 2007 – 23 februari 2010 | CU     |
| Bron: Kabinet-Balkenende IV Rijksoverheid.nl |                               |                                              |                                                        | |                                     |        |

## Reden ontslagaanvraag
Op 20 februari 2010 viel het kabinet naar aanleiding van de besluitvorming over de militaire missie in Uruzgan. Na lang overleg op vrijdag 19 februari en de daarop volgende nacht, maakte Jan Peter Balkenende om 4.15 uur 's nachts de val bekend: de PvdA-bewindslieden boden hun ontslag aan en de overige bewindslieden van CDA en ChristenUnie (CU) stelden hun portefeuilles ter beschikking. Op 20 februari deelde Balkenende het ontslag en de terbeschikkingstelling telefonisch mee aan koningin Beatrix, die op skivakantie was. Op 22 februari nam zij het ontslag in beraad en ontving zij adviseurs, vicepremiers en Tweede Kamer fractievoorzitters (alsmede de volgende dag). De drie partijen in het kabinet zinspeelden op snelle nieuwe verkiezingen en ook de overige partijen in de Tweede Kamer deelden de Koningin mede dat zij het liefst snel verkiezingen wilden, hetzij via een missionair interim-kabinet, hetzij via het huidige demissionaire kabinet.
Op 23 februari verleende de Koningin de PvdA-bewindslieden daadwerkelijk hun ontslag en werd bekend dat de bewindslieden van CDA en CU aanblijven in een demissionair kabinet, waarbij de CDA- en CU-bewindslieden de portefeuilles van hun PvdA-collega's overnemen. Het demissionaire kabinet zou de lopende zaken waarnemen tot aan de vorming van een nieuw kabinet na de Tweede Kamerverkiezingen op 9 juni 2010. De demissionaire status van het kabinet had als belangrijke consequentie dat het geen zogenoemde "controversiële onderwerpen" kon behandelen. Een door een informateur en formateur samengesteld rompkabinet zou als missionair kabinet de bevoegdheid hiertoe wél hebben gehad. Omdat er geen nieuwe formatie had plaatsgevonden behield het kabinet de naam Balkenende IV.
Omdat het kabinet daardoor ten val komt en demissionair is worden diezelfde dag nog de functies van de opgestapte PvdA-bewindslieden overgenomen door zittende bewindslieden. Minister van Justitie Ernst Hirsch Ballin (CDA) wordt benoemd tot minister van Binnenlandse Zaken en Koninkrijksrelaties. Staatssecretaris van Financiën Jan Kees de Jager (CDA) wordt benoemd tot minister van zijn departement. Vicepremier en minister voor Jeugd en Gezin André Rouvoet (CU) neemt de functie van minister van Onderwijs, Cultuur en Wetenschap op zich. Staatssecretaris van Verkeer en Waterstaat Tineke Huizinga (CU) wordt benoemd tot minister van Volkshuisvesting, Ruimtelijke Ordening en Milieubeheer. Minister van Buitenlandse Zaken Maxime Verhagen (CDA) neemt de portefeuille van Ontwikkelingssamenwerking over. Minister van Defensie Eimert van Middelkoop (CU) neemt de functie van de minister voor Wonen, Wijken en Integratie waar tot het aantrede van een nieuwe kabinet.

### Afwikkeling lopende zaken
De Tweede Kamer heeft donderdag 11 maart een lijst met ruim driehonderd onderwerpen opgesteld die niet meer met het demissionaire kabinet worden besproken. Vergeleken met de voorstellen die de Kamercommissies eerder deden, veranderde er weinig. De grootste wijziging was het voorstel om het drankgebruik onder jongeren in te dammen. Daar wordt nu alsnog over gepraat. Eerder werd al duidelijk dat de AOW, de JSF, de kilometerheffing en de beperking van de ontslagvergoeding controversieel werden.
De Tweede Kamer nam op 11 maart een motie van treurnis aan tegen minister Gerda Verburg wegens het verschijnen van de Glossy Gerda. Ook de minister-president neemt afstand van het handelen in dit dossier van zijn partijgenote.
De Eerste Kamer heeft op 16 maart de Crisis- en herstelwet, inclusief novelle, aangenomen.
Op 6 april besloot minister Van Middelkoop van Defensie een tweede brief van de NAVO over Afghanistan vertrouwelijk naar de Tweede Kamer te sturen.
Op 7 mei ging de Tweede Kamer akkoord met de steunmaatregelen aan Griekenland.
Op 11 mei ging de Tweede Kamer akkoord met het noodplan om de euro te redden.
Woensdag 21 juli hielden de commissies voor Sociale Zaken en Werkgelegenheid (SZW) en Economische Zaken (EZ) een algemeen overleg over de sluiting van de MSD-vestiging in Oss. Namens het demissionaire kabinet was minister Van der Hoeven van Economische Zaken aanwezig. De Kamerleden van de commissies voor SZW en EZ onderbraken hun zomerreces voor dit algemeen overleg.
Op 17 augustus maakte minister Donner van Sociale Zaken en Werkgelegenheid ingrijpen bekend bij 14 pensioenfondsen middels een brief aan de Tweede Kamer. Per 1 januari 2011 zullen de pensioenen van 160.000 Nederlanders 1 tot 14% worden verlaagd.
De SP roept hierop de Tweede Kamer terug van het reces om op 24 augustus met de minister te debatteren over de pensioenen.
Op 21 september sprak koningin Beatrix de troonrede uit van het demissionaire kabinet en diende de minister van Financiën Jan Kees de Jager de miljoenennota 2011 in.